# الحافز هي الشهرة
الشهرة هي الحافز (بالإنجليزية: Fame Is the Spur) رواية كتبها هوارد سبرينغ ونشرت في عام 1940. وهي تغطي صعود الحركة العمالية الاشتراكية في بريطانيا من منتصف القرن التاسع عشر إلى ثلاثينيات القرن العشرين .يأتي العنوان من قصيدة ليسيداس لجون ملتون "الشهرة هي الحافز الذي تثيره الروح الصافية / (هذا الوهن الأخير للعقل النبيل) / احتقار المسرات،والعيش في أيام شاقة.

## ملخص الرواية
الشخصية الرئيسية،هامر شوكروس،بدأت كصبي مجتهد في عائلة طموحة من الطبقة العاملة في أنكواتس،مانشستر ؛ أصبح ناشطًا اشتراكيًا وسرعان ما أصبح سياسيًا محترفًا،والذي تم استهلاكه في النهاية من قبل الطبقات العليا التي بدأها من خلال القتال.
في الواقع،القصة أكثر دقة من هذا الملخص،على الرغم من حقيقة أن تعاطف المؤلف يكمن بوضوح مع أصدقاء شوكروس وشركائه الذين يظلون مخلصين للقضية ؛ ومع ذلك،يتم تصوير العديد من شخصيات الطبقة الوسطى والأرستقراطية بتعاطف إلى حد ما،والشخصية التي تتوازى مسيرتها المهنية مع شوكروس في صعوده من الفقر إلى السمعة هو فتى السوق الذي أصبح رأسماليًا كبيرًا. يعطي الكتاب أيضًا انطباعًا جيدًا عن نمو حزب العمال في بريطانيا بشكل خاص. تظهر أحيانًا شخصيات تاريخية،مثل كير هاردي،وجزء من الكتاب يتناول مصاعب الحياة لمجتمعات تعدين الفحم في جنوب ويلز في مطلع القرن العشرين. تم تفصيل معاملة حركة حق المرأة في الاقتراع بشكل خاص - فهناك أوصاف مصورة للسجن والتغذية القسرية للمضربين عن الطعام.
غالبًا ما يؤخذ هامر شوكروس على أنه مبني على رامزي ماكدونالد ؛ على الرغم من وجود أوجه تشابه في حياتهم المهنية،إلا أن هناك العديد من الاختلافات في شخصياتهم.

## الاقتباسات
رواية الشهرة هي الحافز عام 1947 بطولة مايكل ريدجريف وكتبه نايجل بالتشين يتجاهل التفاصيل الدقيقة لإعطاء قصة مباشرة عن انحراف ثوري إلى نزعة محافظة راضية عن النفس مع مرور السنين.  تم تغيير اسم الشخصية الرئيسية في الفيلم لأن هارتلي شوكروس كان في هذا التاريخ عضوًا بارزًا في حكومة حزب العمال.
مسلسل تلفزيوني من عام 1982 قام ببطولته تيم بيجوت -سميث في دور هامر شوكروس يصور بدقة أكبر تفاصيل الكتاب. تم تصوير الكتاب أيضًا كمسلسل إذاعي من ثمانية أجزاء من بي بي سي من بطولة إيان ماكيلين،تم بثه لأول مرة في عام 1979 وآخرها على راديو بي بي سي 4 إكسترا في يونيو 2020